# Walter Keller (Mediziner, 1938)
Walter Keller (* 15. August 1938 in Landau in der Pfalz; † 30. März 2023 in Basel) war ein deutscher Zellbiologe und Molekularbiologe.
Keller wurde 1962 an der Medizinischen Akademie Düsseldorf in Medizin promoviert. 1964 bis 1966 war er Forschungsassistent in der Abteilung Pathologie und 1966 bis 1968 in der Abteilung Humangenetik der Albert-Ludwigs-Universität Freiburg. 1968 war er an der Johns Hopkins University und 1969/70 war er an den National Institutes of Health in Bethesda (Maryland) im Labor für Virusbiologie. 1970 bis 1976 war er Senior Staff Investigator im Cold Spring Harbor Laboratory in der Gruppe Tumorviren. 1976 bis 1980 war er außerordentlicher Professor an der Universität Heidelberg und 1980 bis 1987 Abteilungsleiter Molekularbiologie II am DKFZ in Heidelberg (Institut für Zell- und Tumorbiologie). 1987 bis 2008 war er Professor für Zellbiologie am Biozentrum der Universität Basel und von 1995 bis 1997 dessen Obmann.
Er befasste sich mit der Prozessierung von m-RNA und t-RNA Vorläufern, mit der Reindarstellung und Charakterisierung der RNA-Polymerase II von Säugern, mit der Molekularbiologie von Tumorviren wie SV 40 und Adenovirus 2,
1998 erhielt er den Louis-Jeantet-Preis. 1989 wurde er Mitglied der Academia Europaea und der European Molecular Biology Organization (EMBO). 2007 erhielt er den Lifetime Achievement Award der RNA Society.
Von 1986 bis 1990 war er Associate Editor von Cell und von 1986 bis 1988 im Herausgebergremium des EMBO Journal. Ab 1995 war er im Herausgebergremium von RNA.